# Erik Ørvig
Erik Ørvig (Kragerø, Telemark, 3 de setembre de 1895 - Bergen, Hordaland, 8 d'octubre de 1949) va ser un regatista noruec que va competir a començaments del segle xx. Era germà dels també regatistes Olaf i Thor Ørvig.
El 1920 va prendre part en els Jocs Olímpics d'Anvers, on va guanyar la medalla d'or en els 12 metres (1919 rating) del programa de vela, a bord del Heira II.